# Кокосові горішки
Кокосові горішки (англ. The Cocoanuts) — американський комедійний мюзикл Роберта Флорі 1929 року з братами Маркс в головній ролі.

## Сюжет
В американському штаті Флорида — економічне зростання, а тому нерухомість розлітається, як гарячі пиріжки. Але от готель містера Хаммера знаходиться на межі закриття — рідкісні постояльці не в змозі оплатити проживання, а самому власникові в свою чергу навіть немає чим розплачуватися з працівниками готелю. Тоді він задумує розпродати земельні ділянки Кокосової садиби, для чого влаштовує аукціон. Тим часом донька єдиної багатої клієнтки готелю до незадоволення мами закохується в простого готельного клерка, який мріє стати власником нерухомості і будує плани зі зведення красивого замку. Взаєминам двох закоханих не радий підступний містер Єтс. Він і сам не проти зробити дівчину з багатої сім'ї своєю дружиною.

## У ролях
- Брати Маркс:
  - Зеппо Маркс — Джеймісон
  - Граучо Маркс — Гаммер
  - Гарпо Маркс — Гарпо
  - Чіко Маркс — Чіко
- Оскар Шоу — Боб
- Мері Ітон — Полі
- Сіріл Рінг — Пенелопа
- Кей Френсіс — місіс Поттер
- Маргарет Дюмон — Хеннессі